# 森岡寿里
森岡 寿里（もりおか じゅり、Juri Morioka、1964年 - ）は、ニューヨーク市イースト・ヴィレッジ在住の現代美術家。東京都新宿区出身。マンハッタン在住。米国オハイオ州Findlay High Schoolを経て、梅花短期大学英語科卒業。マンハッタンパーソンズ・スクール・オブ・デザイン美術科卒業。父は作曲家・編曲家の森岡賢一郎。弟はミュージシャンの森岡賢。

## 活動
- ブルジュ・ハリファコミッションワーク（92階）。